# Canton de Sevi-Sorru-Cinarca
Le canton de Sevi-Sorru-Cinarca [sevi sɔʁu tʃinaʁka] est une division administrative française du département de la Corse-du-Sud créée par le décret du 24 février 2014 et entrant en vigueur lors des élections départementales de 2015.

## Histoire
Un nouveau découpage territorial de la Corse-du-Sud entre en vigueur à l'occasion des premières élections départementales suivant le décret du 17 février 2014. Les conseillers départementaux sont, à compter de ces élections, élus au scrutin majoritaire binominal mixte. Les électeurs de chaque canton élisent au Conseil départemental, nouvelle appellation du Conseil général, deux membres de sexe différent, qui se présentent en binôme de candidats. Les conseillers départementaux sont élus pour 6 ans au scrutin binominal majoritaire à deux tours, l'accès au second tour nécessitant 12,5 % des inscrits au 1er tour. En outre la totalité des conseillers départementaux est renouvelée. Ce nouveau mode de scrutin nécessite un redécoupage des cantons dont le nombre est divisé par deux avec arrondi à l'unité impaire supérieure si ce nombre n'est pas entier impair, assorti de conditions de seuils minimaux. Dans la Corse-du-Sud, le nombre de cantons passe ainsi de 22 à 11.
Le nouveau canton de Sevi-Sorru-Cinarca est entièrement inclus dans l'arrondissement d'Ajaccio. Le bureau centralisateur est situé à Cargèse.

## Représentation
| Période élective | Période élective | Mandat | Mandat | Identité                   | Nuance | Nuance | Qualité |
| ---------------- | ---------------- | ------ | ------ | -------------------------- | ------ | ------ | --- |
| 2015             | 2021             | 2015   | 2017   | François Dominique Colonna |        | DVD    | Maire de Vico Président de la communauté de communes du Liamone puis de la Communauté de Communes de l'Ouest Corse Ancien conseiller général du canton des Deux-Sorru |
| 2015             | 2021             | 2015   | 2017   | Lucie Frimigacci           |        | DVD    | Première adjointe au maire de Cargèse Ancienne suppléante de Nicolas Alfonsi, conseiller général PRG de 1962 à 2015 du canton des Deux-Sevi                           |

Lors des élections départementales de 2015, le binôme composé de François Colonna et Lucie Frimigacci (DVD) est élu au 1er tour avec 86,54 % des suffrages exprimés, devant le binôme composé de Quentin Matoux et Marthe Poli (FG) (13,46 %). Le taux de participation est de 46,09 % (3 947 votants sur 8 563 inscrits) contre 51,56 % au niveau départemental et 50,17 % au niveau national.

## Composition
Le canton de Sevi-Sorru-Cinarca comprend trente-trois communes.
| Nom                             | Code Insee | Intercommunalité    | Superficie (km2) | Population (dernière pop. légale) | Densité (hab./km2) | Modifier                                    |
| ------------------------------- | ---------- | ------------------- | ---------------- | --------------------------------- | ------------------ | ------------------------------------------- |
| Cargèse (bureau centralisateur) | 2A065      | CC Spelunca-Liamone | 45,99            | 1 193 (2022)                      | 26                 | modifier les données · modifier les données |
| Ambiegna                        | 2A014      | CC Spelunca-Liamone | 6,12             | 79 (2022)                         | 13                 | modifier les données · modifier les données |
| Arbori                          | 2A019      | CC Spelunca-Liamone | 20,03            | 51 (2022)                         | 2,5                | modifier les données · modifier les données |
| Arro                            | 2A022      | CC Spelunca-Liamone | 8,84             | 80 (2022)                         | 9,0                | modifier les données · modifier les données |
| Azzana                          | 2A027      | CC Spelunca-Liamone | 12,00            | 50 (2022)                         | 4,2                | modifier les données · modifier les données |
| Balogna                         | 2A028      | CC Spelunca-Liamone | 27,75            | 141 (2022)                        | 5,1                | modifier les données · modifier les données |
| Calcatoggio                     | 2A048      | CC Spelunca-Liamone | 22,65            | 517 (2022)                        | 23                 | modifier les données · modifier les données |
| Cannelle                        | 2A060      | CC Spelunca-Liamone | 3,41             | 72 (2022)                         | 21                 | modifier les données · modifier les données |
| Casaglione                      | 2A070      | CC Spelunca-Liamone | 14,73            | 509 (2022)                        | 35                 | modifier les données · modifier les données |
| Coggia                          | 2A090      | CC Spelunca-Liamone | 31,33            | 808 (2022)                        | 26                 | modifier les données · modifier les données |
| Cristinacce                     | 2A100      | CC Spelunca-Liamone | 20,45            | 72 (2022)                         | 3,5                | modifier les données · modifier les données |
| Évisa                           | 2A108      | CC Spelunca-Liamone | 67,28            | 225 (2022)                        | 3,3                | modifier les données · modifier les données |
| Guagno                          | 2A131      | CC Spelunca-Liamone | 42,72            | 149 (2022)                        | 3,5                | modifier les données · modifier les données |
| Letia                           | 2A141      | CC Spelunca-Liamone | 36,44            | 120 (2022)                        | 3,3                | modifier les données · modifier les données |
| Lopigna                         | 2A144      | CC Spelunca-Liamone | 19,53            | 109 (2022)                        | 5,6                | modifier les données · modifier les données |
| Marignana                       | 2A154      | CC Spelunca-Liamone | 55,09            | 102 (2022)                        | 1,9                | modifier les données · modifier les données |
| Murzo                           | 2A174      | CC Spelunca-Liamone | 21,44            | 99 (2022)                         | 4,6                | modifier les données · modifier les données |
| Orto                            | 2A196      | CC Spelunca-Liamone | 16,21            | 71 (2022)                         | 4,4                | modifier les données · modifier les données |
| Osani                           | 2A197      | CC Spelunca-Liamone | 51,53            | 95 (2022)                         | 1,8                | modifier les données · modifier les données |
| Ota                             | 2A198      | CC Spelunca-Liamone | 38,16            | 471 (2022)                        | 12                 | modifier les données · modifier les données |
| Partinello                      | 2A203      | CC Spelunca-Liamone | 18,66            | 96 (2022)                         | 5,1                | modifier les données · modifier les données |
| Pastricciola                    | 2A204      | CC Spelunca-Liamone | 46,32            | 92 (2022)                         | 2,0                | modifier les données · modifier les données |
| Piana                           | 2A212      | CC Spelunca-Liamone | 62,63            | 458 (2022)                        | 7,3                | modifier les données · modifier les données |
| Poggiolo                        | 2A240      | CC Spelunca-Liamone | 12,15            | 107 (2022)                        | 8,8                | modifier les données · modifier les données |
| Renno                           | 2A258      | CC Spelunca-Liamone | 12,62            | 63 (2022)                         | 5,0                | modifier les données · modifier les données |
| Rezza                           | 2A259      | CC Spelunca-Liamone | 13,46            | 70 (2022)                         | 5,2                | modifier les données · modifier les données |
| Rosazia                         | 2A262      | CC Spelunca-Liamone | 19,72            | 52 (2022)                         | 2,6                | modifier les données · modifier les données |
| Salice                          | 2A266      | CC Spelunca-Liamone | 21,89            | 88 (2022)                         | 4,0                | modifier les données · modifier les données |
| Sant'Andréa-d'Orcino            | 2A295      | CC Spelunca-Liamone | 8,75             | 141 (2022)                        | 16                 | modifier les données · modifier les données |
| Sari-d'Orcino                   | 2A270      | CC Spelunca-Liamone | 22,09            | 351 (2022)                        | 16                 | modifier les données · modifier les données |
| Serriera                        | 2A279      | CC Spelunca-Liamone | 37,00            | 115 (2022)                        | 3,1                | modifier les données · modifier les données |
| Soccia                          | 2A282      | CC Spelunca-Liamone | 28,27            | 162 (2022)                        | 5,7                | modifier les données · modifier les données |
| Vico                            | 2A348      | CC Spelunca-Liamone | 52,13            | 1 007 (2022)                      | 19                 | modifier les données · modifier les données |
| Canton de Sevi-Sorru-Cinarca    | 2A10       |                     | 917,39           | 7 815 (2022)                      | 8,5                | modifier les données                        |

## Démographie
En 2022, le canton comptait 7 815 habitants, en évolution de +2,95 % par rapport à 2016 (Corse-du-Sud : +7,61 %, France hors Mayotte : +2,11 %).
| 2013  | 2018  | 2022  |
| ----- | ----- | ----- |
| 7 596 | 7 617 | 7 815 |